# Шама білоброва
Ша́ма білоброва (Copsychus luzoniensis) — вид горобцеподібних птахів родини мухоловкових (Muscicapidae). Ендемік Філіппін.

## Опис
Довжина птаха становить 17-18 см, вага 22,8-25,3 г. Виду притаманний статевий диморфізм. У самців голова, верхня частина тіла, горло і груди чорні, на крилах білі плями. Над очима довгі білі "брови". надхвістя іржасто-руде. Живіт білий, боки світло-оранжево-руді, крайні стернові пера хвоста білі. У самиць обличчя і груди білі, щоки, тім'я, спина і крила коричневі. 

## Підвиди
Виділяють три підвиди:
- C. l. luzoniensis (Kittlitz, 1832) — острови Лусон і Катандуанес;
- C. l. parvimaculatus (McGregor, 1910) — острів Полілло;
- C. l. shemleyi duPont, 1976 — острів Маріндук.

Copsychus superciliaris раніше вважався підвидом білобрової шами, однак був визнаний окремим видом.

## Поширення і екологія
Білоброві шами мешкають на півночі Філіппінського архіпелага. Вони живуть у вологих рівнинних тропічних лісах. Зустрічаються на висоті до 1000 м над рівнем моря.